# معبد دیانا (مریدا)
معبد دیانا (اسپانیایی: Templo de Diana‎) یک معبد رومی است که در سدهٔ اول میلادی در شهر آگوستا امریتا پایتخت استان رومی لوسیتانیا (که امروزه مریدا در اسپانیا است) ساخته شد. این معبد در میدان اصلی شهر رومی (فروم رومی) و بر اساس الگوی معمول معابد در دوران باستانی کلاسیک ساخته شده و تنها بنای مذهبی رومی است که در مریدا در وضعیت قابل قبولی باقی مانده است. در واقع، این معبد به الهه دیانا اختصاص نداشت، بلکه برای پرستش امپراتور ساخته شده بود، و با توجه به وقف آن و جایگاه برجسته‌ای که در فضای شهری داشت، احتمالاً یکی از معابد اصلی شهر بوده است. از سال ۱۹۹۳، این بنا به عنوان بخشی از مجموعه باستان‌شناسی مریدا در فهرست میراث جهانی یونسکو ثبت شده است.

## توصیف
معبد موسوم به معبد دیانا در مرکزفروم رومی شهر باستانی مِریدا قرار داشت، در نزدیکی تقاطع دو خیابان اصلی شهر، یعنی کاردو و دکومانوس، که امروزه خیابان سانتا اولالیا مسیر آن‌ها را دنبال می‌کند. این معبد یکی از بناهای باشکوهی بود که فضای این میدان مرکزی را شکل می‌داد. معبد دارای جهت‌گیری شمالی-جنوبی بود و نمای پشتی آن به‌صورت موازی با خیابان دکومانوس قرار می‌گرفت. در درون فضای وسیع فروم، معبد دارای محوطه‌ای اختصاصی و باغ‌مانند بود که از طریق یک رواق با ستون‌های چسبیده (پیلسترها) به فوروم باز می‌شد، و دو استخر نیز در مقابل دو نمای اصلی آن قرار داشتند.

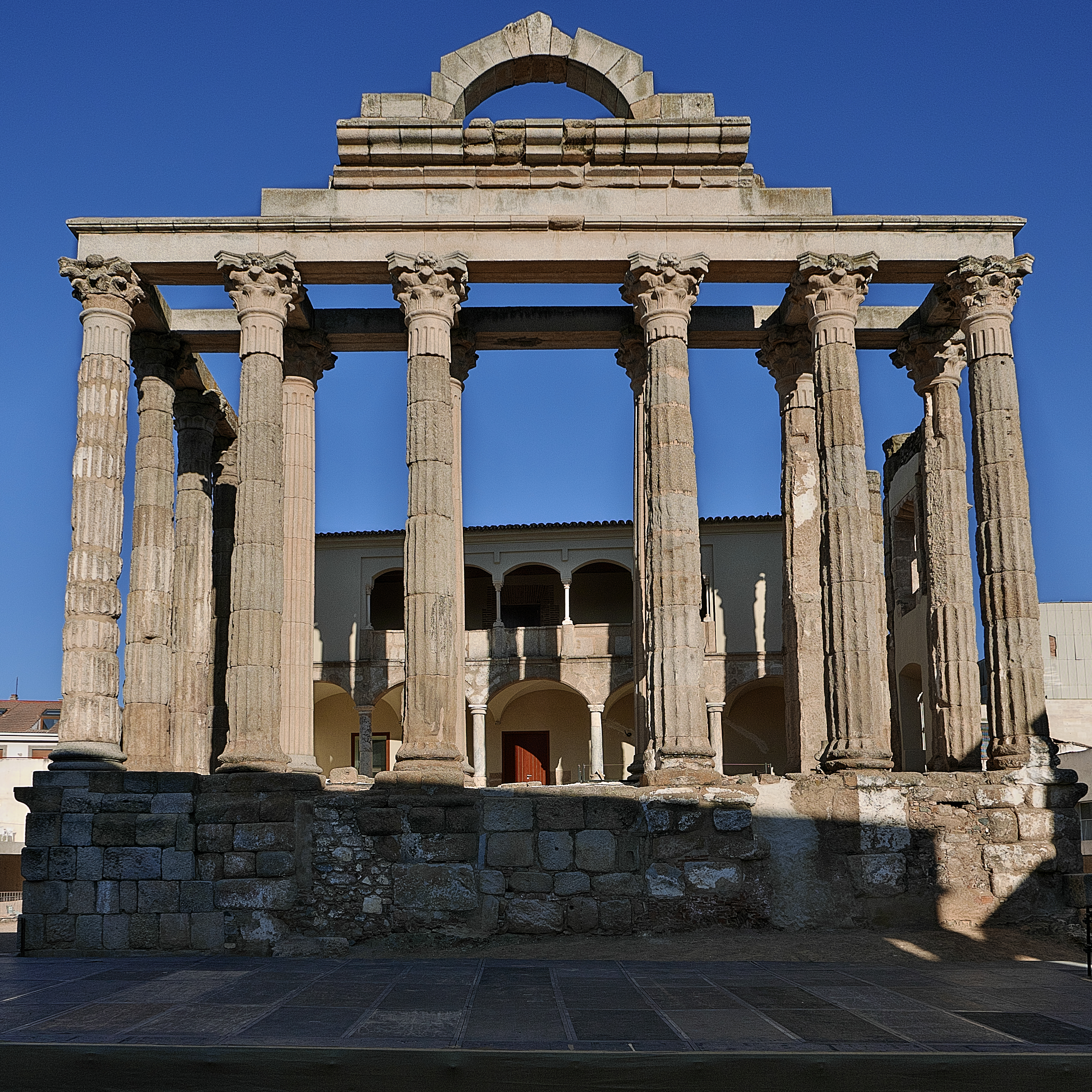
نمای جلویی معبد دیانا

ساختار معماری این معبد شباهت زیادی به معابد دیگری نظیر معبد مایسون کاری در نیم یا معابد وقف‌شده به آگوستوس در ویِن و بارسلون دارد. بنای مستطیل‌شکل معبد بر روی سکویی بلند به ارتفاع ۳٫۲۳ متر ساخته شده که با بلوک‌های سنگی دقیق‌تراش‌خورده و با نظم «طناب و پاشنه» (آراستگی خاص معماری روم باستان) پوشیده شده و در بالا با یک طُرّه (گچ‌بری حاشیه‌ای) خاتمه می‌یابد. بر فراز این سکو، یک ردیف ستون قرار دارد که اکنون کمی بیش از نیمی از آن‌ها باقی مانده‌اند، ولی همین تعداد کافی است تا بتوان تصویر کلی از حجم اصلی ساختمان به دست داد. این معبد به سبک «نیایشگاه دورستونی» ساخته شده، به این معنا که از همه طرف با ستون احاطه شده است. نمای جلویی آن دارای شش رواق (هگزااستیل) و در طرفین بلندتر، هر یک دارای یازده ستون بوده است. ابعاد کلی بنا ۳۲ متر طول و ۱۸٫۵ متر عرض بوده و ستون‌ها حدود ۸ متر ارتفاع دارند.
ستون‌ها بر پایه‌هایی به سبک آتیک قرار گرفته‌اند و بدنه آن‌ها شیاردار است. در بالای ستون‌ها، سرستون‌هایی به شیوه کورینتی وجود دارد و در برخی بخش‌ها هنوز تیرک‌های اصلی (فَرَسب) روی آن‌ها باقی مانده‌اند. با استفاده از قطعات بازیافته در حفاری‌ها می‌توان تا حدی تزئینات اصلی این تیرک‌ها را بازسازی کرد. از سقف اصلی معبد چیزی باقی نمانده، ولی کشف قطعاتی پراکنده نشان می‌دهد که در نمای جلویی، یک طاق نیم‌دایره‌ای درون جبههٔ مثلثی معبد وجود داشته که اکنون بازسازی شده و به‌خوبی قابل مشاهده است؛ نمونه‌ای مشابه با معبد آگوستوبریگا در تلاورا لا بیِخا، واقع در استان کاسرس اسپانیا.
تمام اجزای این بنا با سنگ گرانیت ساخته شده‌اند که از معادن اطراف مریدا استخراج شده بود، اما ظاهر کنونی این سنگ‌ها با شکل اصلی آن‌ها تفاوت زیادی دارد. در زمان ساخت، سطح خارجی بنا با لایه‌ای از گچ‌بری تزئینی پوشیده می‌شده که در برخی بلوک‌ها هنوز آثار آن باقی مانده و باعث می‌شده زبری سنگ گرانیت پنهان و تزئینات ستون‌ها و سرستون‌ها ظریف‌تر نمایان شوند. حتی احتمال می‌رود که سکو نیز به همین شیوه پوشانده شده باشد، چون قطعاتی از استوکو روی سطح آن پیدا شده‌اند.
فضای داخلی معبد، یعنی سِلا (cella)، هنوز قابل بازسازی دقیق نیست. تنها برخی پایه‌های درونی باقی مانده‌اند که نشان می‌دهند این فضای مقدس توسط ستون‌هایی تقسیم می‌شده و تا نخستین فاصله بین ستون‌های جانبی امتداد داشته، به گونه‌ای که در بخش جلویی معبد، رواقی کوچک وجود داشته است. پس از تخریب خانه‌هایی که به بنای اصلی چسبیده بودند، مشخص شد که نمای اصلی معبد در سمت جنوب قرار داشته و در آنجا آغاز پلکان اصلی معبد کشف شده است. به عنوان بخشی از مجموعه مذهبی، در دو سوی نمای جلویی دو استخر همراه با کانال‌های آبی مربوط به آن‌ها وجود داشته‌اند.

## تاریخچه

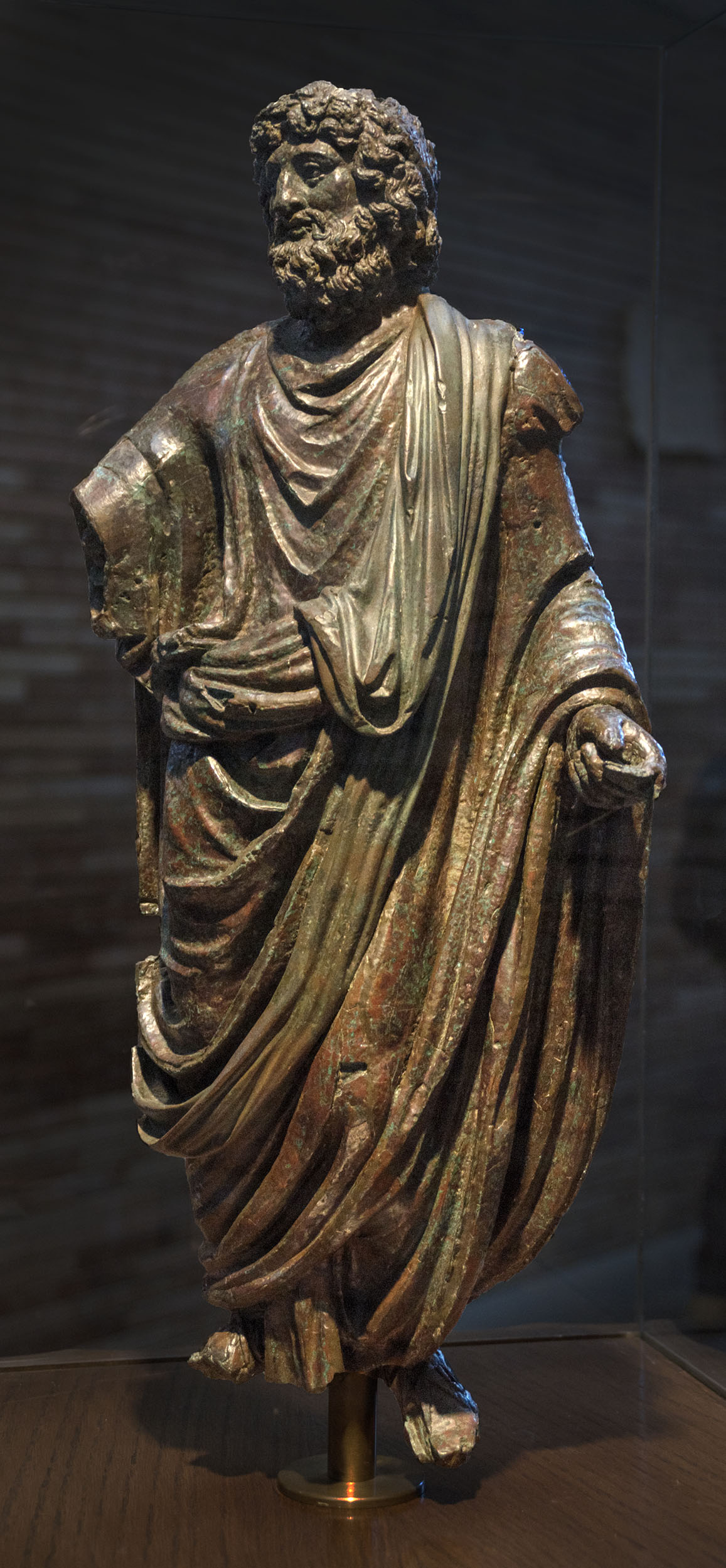
جنیوس سنای روم، برنز ۵۴.۵ سانتی‌متری که در سال ۱۹۷۴ در معبد یافت شد. موزه ملی هنر رومی

زمان دقیق ساخت این معبد هنوز به‌طور قطعی مشخص نیست و همچنان مورد بحث و بررسی قرار دارد. برخی ویژگی‌های فنی و هنری، مانند نسبت‌های به‌کاررفته در سرستون‌ها، شکل و ساختار طُرّه (قاب تزئینی) سکوی معبد و استفاده از سنگ گرانیت، نشان‌دهنده سبک معماری‌ای هستند که در طول قرن اول میلادی، از دوران امپراتوری آگوستوس به بعد، رواج داشت. در میان بازه زمانی گسترده قرن اول میلادی، آخرین پژوهش‌ها به این نتیجه رسیده‌اند که ساخت معبد احتمالاً در زمان حکومت تیبریوس (۱۴ تا ۳۷ میلادی) انجام شده است. این فرضیه با کشف یک تندیس در حفاری‌های قرن نوزدهم در محوطه معبد تقویت می‌شود، که احتمال می‌رود به همین امپراتور تعلق داشته باشد. همچنین شواهدی وجود دارد که نشان می‌دهد در دوران دودمان فلاویان (۶۹ تا ۹۶ میلادی)، فعالیت‌های ساختمانی یا بازسازی‌هایی در معبد صورت گرفته است.
در قرن شانزدهم، در فضای داخلی معبد، یعنی در سِلا (تالار اصلی)، کاخ کُنت کوربوس  ساخته شد. ساخت این بنا تا حد زیادی به بقای معبد رومی کمک کرده است. این کاخ دارای سردر، پنجره‌ها و دو ردیف رواق به سبک معماری رنسانس است و برای ساخت آن، از مصالح ساختمانی مربوط به دوره‌های رومی و ویزیگوتی استفاده شده است. در تزئینات دو پنجره این کاخ، می‌توان به وضوح تأثیر سبک مُدِخار (ترکیب عناصر اسلامی و مسیحی) را مشاهده کرد. در ژوئن ۲۰۱۸، یک مرکز تفسیر و آشنایی با معبد در همین کاخ کوربوس افتتاح شد. این مرکز با حمایت مالی اعضای گروه حامیان میراث فرهنگی (Mecenas) تأسیس شد و محتوای آن به بررسی اهمیت تاریخی معبد در دوران روم و کاربردهای بعدی آن در طول قرون می‌پردازد.

## وقف
نام «معبد دیانا» از قرن هفدهم میلادی رواج یافت، زمانی که تاریخ‌نگار محلی، برنابه مورنو دِ بارگاس، این بنا را به این نام شناسایی کرد. با این حال، یافته‌های باستان‌شناسی در اطراف معبد در دوره‌های مختلف نشان داده‌اند که معبد در اصل به پرستش امپراتور اختصاص داشته و نه به الهه دیانا.
در اواخر قرن نوزدهم، پیکره‌ای از یکی از امپراتوران دودمان ژولیو کلودین کشف شد، که احتمالاً متعلق به تیبریوس یا کلودیوس است. در ادامه، تندیس معروف به جنیوس آگوستی نیز یافت شد، که نماد الوهیت‌یافتن امپراتور است. مجموعه یافته‌ها با کشف یک مجسمه‌ی برنزی کوچک از دوران آنتونینوس پیوس (۱۳۸–۱۶۱ میلادی) کامل شد؛ این پیکره،  جنیوس سنای روم را نمایش می‌دهد، که تجسمِ جنبه الهی سنای روم است.
علاوه بر این آثار، سنگ‌نبشته‌ای نیز یافت شده که به یک فلامن اشاره دارد؛ کشیشی که به عبادت امپراتور اختصاص داشته است.
مجموع این شواهد نشان می‌دهند که معبد در اصل برای فرقه امپراتوری روم ساخته شده بود. در داخل معبد، مجسمه‌هایی از امپراتور، سنای الهی‌شده، و احتمالاً اسطوره روما مورد پرستش قرار می‌گرفته‌اند. جای‌گیری معبد در بخش ممتاز و مرتفعی از میدان اصلی (فروم) شهر کلونیا، گواهی دیگر بر نقش رسمی و پر اهمیت مذهبی آن است.